# Hans-Georg Marquardt
Hans-Georg Marquardt (* 1. Juli 1927 in Stettin; † 23. August 2013) war ein deutscher Politiker (SPD). Er war politischer Häftling in der DDR und flüchtete 1956 in den Westen. Von 1983 bis 1984 und von 1994 bis 1998 war er Mitglied des Stadtrates in Langenfeld.

## Leben
Nach Kriegsende zog Hans Marquardt nach Putbus auf die Insel Rügen. Dort wurde er zum Lehrer ausgebildet. Die Dorfschule in Ralswiek auf Rügen war seine erste Schulstelle. Am 1. Februar 1946 trat Marquardt in die SPD ein. Durch die Zwangsvereinigung von KPD und SPD am 21. April wurde er unfreiwillig SED-Mitglied. Der Schulrat von Rügen schickte ihn nach Stralsund auf den Kursus „Russisch für Lehrer.“ An der Universität Greifswald studierte er Slavistik und Germanistik.
Wegen seines freiheitlichen Denkens fiel er auf und wurde durch die Universitäts-Parteileitung der SED bespitzelt. Er galt als politisch „unzuverlässig“ und musste sich in der Produktion bewähren. Marquardt ging nach Aue in Sachsen und arbeitete sechs Monate lang im Uranerzbergbau. Danach wollte er in Leipzig weiter studieren und vorher heiraten. Doch am Hochzeitstag wurde er verhaftet. Fast sechs Monate lang befand er sich in Chemnitz bei der Stasi im Keller in Einzelhaft, an Händen und Füßen gefesselt. Dort wurde er gefoltert. Weil er die Protokolle nicht unterschrieben hatte, wurde er zusätzlich verprügelt und mit Eisenstangen geschlagen, sowie mehrmals in eine Nasszelle gesperrt. Weitere sechs Monate lang war die Untersuchungshaft in Zwickau. Dort wurde er am 7. Januar 1952 zu acht Jahren Zuchthaus und Nichtanrechnung der Zeit der Untersuchungshaft (ein Jahr) verurteilt. Den Urteilsbegründungen „Boykotthetze, Völkerhass, ….“ hat Marquardt nicht zugestimmt. Fast sechs Jahre lang verbrachte er in den Zuchthäusern Zwickau, Waldheim und Torgau. Am 31. Oktober 1956 flüchtete Marquardt in den Westen.
Am 24. Juli 1991 beschloss der Senat für Kassationssachen des Bezirksgerichtes Leipzig: „Das Urteil des Landgerichtes Zwickau wird aufgehoben. Der Verurteilte wird freigesprochen.“ Am 2. April 1992 beschloss das Bezirksgericht Chemnitz: „Der Betroffene Marquardt wird rehabilitiert.“ Aus der Begründung des Bezirksgerichtes Leipzig: „Nach dem Inhalt der Strafakten besteht kein Zweifel, dass der Antragsteller nur deshalb strafrechtlich verfolgt wurde, weil er nach der Zwangsvereinigung von KPD und SPD von seiner sozialdemokratischen Grundüberzeugung nicht abgewichen ist und diese... vertreten hat.“

## Politik
Hans Marquardt war in den Jahren 1983 bis 1984 und von 1994 bis 1998 Mitglied des Stadtrates in Langenfeld. Jahrelang war er für die Partei als Bildungsobmann tätig. Seit 1980 war er Vorsitzender des Bundes Demokratischer Widerstandskämpfer in NRW und Mitglied des Vorstandes des Zentralverbandes der Verfolgtenorganisationen in Berlin. Er gehört zum Arbeitskreis Ehemaliger Politischer Häftlinge beim Bundesparteivorstand der SPD. Am 11. März 1999 wurde Marquardt das Bundesverdienstkreuz am Bande vom Regierungspräsidenten Jürgen Büssow ausgehändigt.